# Нгедуп, Сангай
Льонпо Сангай Нгедуп (род. 1 июля 1953) — бутанский политик, премьер-министр Бутана в период с 9 июля 1999 по 20 июля 2000 года и с 5 сентября 2005 по 7 сентября 2006 года.

## Биография
Сангай Нгедуп родился в деревне Нобганг, дзонгхаг Пунакха. У него ещё есть пятеро сестёр и младший брат. Четверо его сестёр являются королевами Бутана, жёнами четвёртого короля Бутана Джигме Сингье Вангчука. Сангай Нгедуп окончил колледж Св. Стефана в Нью-Дели, Индия и дипломатические курсы в Австралии и Нью-Дели. В 1976 году он поступил на дипломатическую службу в Бутане.
В 1977 году Сангай Нгедуп работал в постоянном представительстве Бутана при ООН в Нью-Йорке. Затем он работал вторым (позже первым) секретарём посольства Бутана в Нью-Дели. В 1989 году Сангай Нгедуп был назначен послом Бутана в Кувейте.
В 1989 году он был переведён на должность руководителя в Министерстве торговли и промышленности, которую с апреля 1991 года совмещал с должностью секретаря Комиссии по планированию. С 1992 года он работал руководителем в Министерстве здравоохранения, затем с 1994 года секретарём этого министерства, а с 1995 года — секретарём Министерства здравоохранения и образования. В 1998 году стал министром здравоохранения и образования. С 9 июля 1999 года до 20 июля 2000 года Сангай Нгедуп был премьер-министром Бутана. С 2003 года по 2007 год он был министром сельского хозяйства, а затем с 5 сентября 2005 года по 7 сентября 2006 года вновь был премьер-министром. В июле 2007 года он вместе с премьер-министром Ханду Вангчуком и другими пятью министрами ушёл из правительства, чтобы принять участие в первых в стране демократических выборах 2008 года. Сангай Нгедуп, который продемонстрировал демократический стиль руководства, был единогласно избран главой недавно созданной Народно-демократической партии.
По итогам выборов Народно-демократическая партия заняла 2 из 47 мест в Национальной ассамблее, однако её лидер, Сангай Нгедуп, не смог победить в своём избирательном округе.
Льонпо Сангай Нгедуп является почётным президентом Бутанской скаутской ассоциации.

## Награды
24 августа 1987 года Сангай Нгедуп был награждён королём красным шарфом кабни, а 1 января 1998 года — оранжевым шарфом. 2 июня 1999 года за достижения в области сельского хозяйства, здравоохранения и образования он был награждён высшей гражданской наградой Бутана — Королевским орденом.